# Mihai Albu

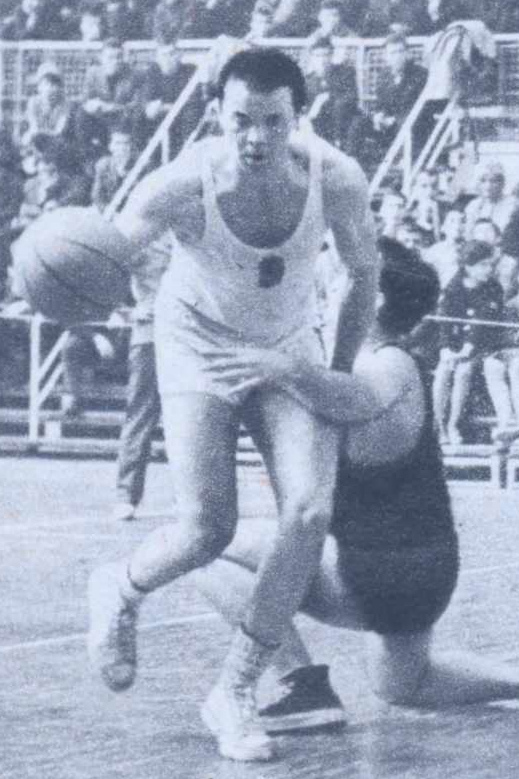
Mihai Albu (1965)

Mihai Albu (* 21. Juni 1938 in Ludos, Rumänien; † 2. Juli 2017 in Prag, Tschechien) war ein rumänischer Basketballspieler und -trainer.

## Leben
Albu absolvierte mehr als 200 Länderspiele für die rumänische Nationalmannschaft und nahm zwischen 1961 und 1971 an sechs Europameisterschaften teil. Er spielte bis 1971 für Dinamo Bukarest und wechselte dann zum MTV Wolfenbüttel in die Basketball-Bundesliga.
Gleich in seiner ersten Saison gelang ihm mit seiner Mannschaft der Gewinn des DBB-Pokals 1972. Nach seiner aktiven Karriere übernahm er 1975 die Bundesliga-Mannschaft des MTV Wolfenbüttel als Trainer. Mit Ausnahme der  Saison 1979/80 war er in dieser Funktion bis 1982 tätig. Als Trainer gewann er 1982 erneut den DBB-Pokal gegen den hohen Favoriten Köln. 1984 übernahm er für kurze Zeit noch einmal das Traineramt beim in Abstiegsnot geratenen  MTV Wolfenbüttel, konnte den Abstieg in die 2. Bundesliga jedoch nicht mehr verhindern.
Nach seiner Karriere als Trainer arbeitete er als Sportlehrer in Wolfenbüttel.